# Heteronomia

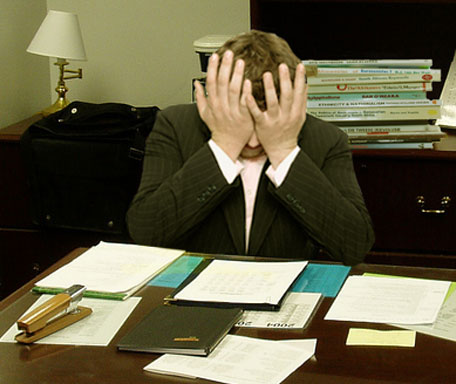
L'heteronomia diu que la nostra voluntat es veu frustrada per condicions alienes, imposades per altres.

Heteronomia és un terme que es fa servir en filosofia i en psicologia per definir l’oposat a l’autonomia. Defineix l'acció que està influenciada per una força exterior a la voluntat de l'individu, altrament dit, l’estat o condició de ser governat o estar sota el domini d'un altre, com ara en una ocupació militar.
Immanuel Kant, seguint Jean-Jacques Rousseau, considerava aquesta acció com a "no moral" (ni moral ni immoral). És a dir, el cas en què la voluntat no està determinada per raó del subjecte, sinó per allò que és aliè a ella: la voluntat d'altres persones, les coses del món, la sensibilitat, la voluntat divina, etc. El concepte d'heteronomia implica negar l'existència de la llibertat (determinisme). En contraposició existeix el concepte de voluntat autònoma.

## Tesi kantiana

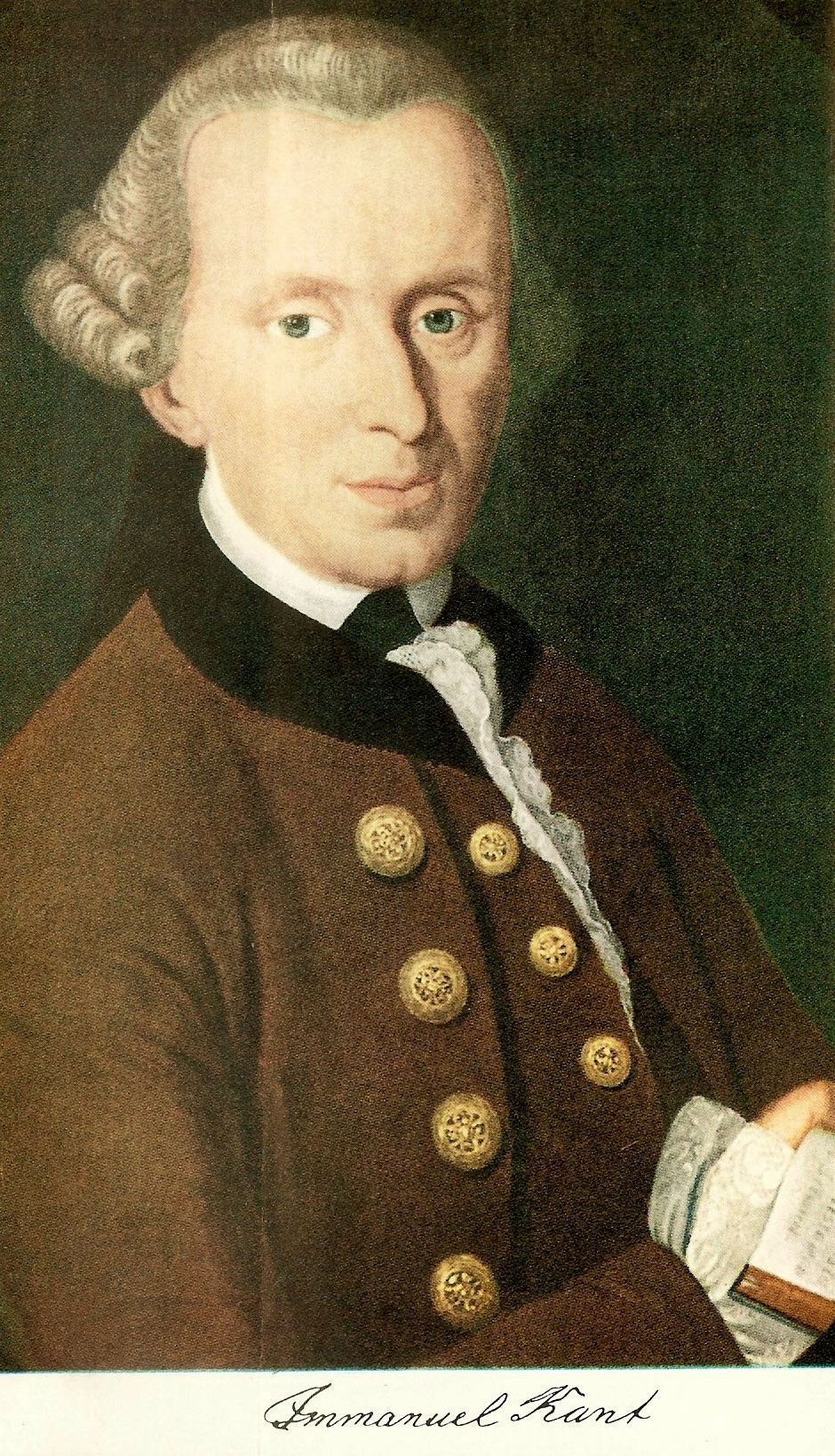
Immanuel Kant

Jean-Jacques Rousseau postulava en la seva obra El contracte social, que l'ésser humà és bo per naturalesa i que la seva voluntat tendeix a buscar el bé, ja que va ser creat per Déu. Malgrat aquest inici perfecte sense vici ni defecte, a partir del moment que les persones van decidir viure en societat l'obra de Déu es va corrompre i l'individu va deixar de fer la voluntat pròpia (que tendeix al bé) per fer el que marca el grup social.
Immanuel Kant va introduir la idea de Rousseau per crear l'expressió heteronomia de la voluntat. Igual com el filòsof francès, Kant pensava que la voluntat dels altres determina inevitablement la voluntat de l'individu.
Segons aquest autor, la voluntat pot estar fonamentada en dos elements: la raó o la inclinació. Quan és la pròpia raó la que decreta la manera com ha d'actuar la voluntat, aquesta és autònoma perquè es deu a les seves pròpies lleis particulars o discretes. Però, quan la voluntat ve determinada per la inclinació (paraula amb la qual Kant es refereix al conjunt d'apetits sensibles vinguts de l'aliè) la voluntat és heterònoma per la seva generalitat o sincretisme.
En aquesta obra Kant afirma que els principis que determinen les nostres accions rauen en el nostre passat, per tant les decisions no estan realment en el nostre poder. Les accions dels éssers humans estan regides pel principi de causalitat segons el qual, els antecedents determinen la voluntat i la manera d'actuar d'algú. Un exemple seria que si un home, quan era petit va ser educat amb violència, de gran no tindrà una voluntat pròpia i serà inevitablement violent perquè els fets del seu passat determinaran la seva conducta futura.
Kant també afirma que l'únic ésser que realment actua segons la seva pròpia voluntat és Déu, ja que les persones veuen limitada la seva voluntat per elements del seu entorn. Per exemple, una persona vol fer una cosa però acaba fent-ne una altra per no ofendre els seus amics, perquè no té diners suficients per fer el que vol, perquè en el país on viu hi ha una llei que ho impedeix, etc.

## Psicologia
En Psicologia diversos autors han fet servir el concepte.
Erik Erikson va observar que hi ha una etapa del desenvolupament en què l'afirmació de la pròpia voluntat és tan important que l'individu prefereix renunciar a satisfer les necessitats bàsiques, com per exemple menjar, abans d'acceptar la voluntat d'un altre per damunt de la seva. Aquesta etapa de rebel·lia acostuma a succeir als 2 anys de vida. Erikson la va anomenar etapa de l'autonomia versus vergonya i dubte. Superada aquesta etapa, l'individu accepta que no sempre és convenient ni possible fer la pròpia voluntat i que l'heteronomia de la voluntat no té per què ser frustrant.
Jean Piaget va tractar un altre concepte diferent de l'heteronomia de la voluntat, però en certa manera relacionat: la moral heterònoma. En el seu estudi de les etapes evolutives de la conducta humana, va afirmar que la moral heterònoma és pròpia dels nens, ja que la seva voluntat depèn de la dels seus pares i els seus criteris sobre el que és correcte i el que no depèn dels adults que l'eduquen. Entre els 8 i els 11 anys comencen a mostrar interès per idees com ara la imparcialitat i la reciprocitat per acceptar les regles imposades pels altres. Només en arribar a l'etapa adulta, l'individu és capaç de tenir una moral autònoma i obrar segons els seus propis criteris. Un enfocament semblant és el de Lawrence Kohlberg, el qual divideix el desenvolupament moral de la persona en sis etapes. La primera d'aquestes, anomenada moral heterònoma, es caracteritza pel fet que el nen supedita la seva voluntat al fet d'evitar el càstig o la por a un poder superior. En aquesta etapa només està bé allò que no és sancionable.
Segons Skinner la llibertat no existeix, només és una paraula que fem servir quan desconeixem les causes que motiven la conducta d'algú. La seva postura, pel que fa a l'educació és la contrària a Rousseau, cal que la societat ensenyi a l'individu, a través de reforços positius, perquè aquest encamini la seva voluntat cap al bé. Se'n desprèn que el bé de la comunitat és més important que la voluntat de l'individu.
L'heteronomia defineix un tipus de personalitat voluble. Els desitjos o apetits seran volubles perquè la conducta no és lliure, ja que la seva realització només és possible doblegant-se a les exigències que imposa el món i, per tant, a alguna cosa exterior a la pròpia voluntat. Per exemple, si algú considera que el principi que ha de regir la seva conducta és el d'obtenir reconeixement social per sobre de tot, la seva conducta no serà constant doncs haurà de sotmetre's a les exigències determinades pel canviant ordre social: per aconseguir l'aplaudiment de la majoria s'haurà de canviar de partit polític, o d'amistats, o d'idees quan les circumstàncies ho facin necessari.
El fet de no trobar un punt mitjà entre heteronomia i autonomia pot ser motiu d'infelicitat. La persona que no actua amb assertivitat acaba posant sempre per davant dels seus desitjos els dels altres, això el portarà a sentir-se frustrat i a ser víctima de persones aprofitades. Posem el cas d'una persona que desitja passar el cap de setmana amb la seva família i té programada una sortida a la platja, el seu superior a la feina li demana inesperadament i a darrera hora que vagi a acabar una feina en dissabte. Aquesta persona veu coartada la seva voluntat i actua segons la voluntat del seu superior per por a perdre el lloc de treball. Si el treballador cedeix, és possible que el seu cap abusi de la seva actitud i se salti les normes del contracte laboral sempre que li vingui de gust. En conseqüència, el treballador és possible que no perdi la feina, però serà una persona frustrada i infeliç. Una teràpia possible per un cas així consistiria a reeducar l'individu per ser més assertiu.